# La Secrétaire (film, 1974)
Pour les articles homonymes, voir La Secrétaire.
Pour plus de détails, voir Fiche technique et Distribution.
La Secrétaire (Cebo para una adolescente) est un film dramatique espagnol réalisé par Francisco Lara Polop et sorti en 1974.

## Synopsis
Ignacio, un célèbre ingénieur et entrepreneur, a une liaison avec Maribel, sa très jeune secrétaire. Lorsque la jeune fille tente de mettre fin à cette relation, il lui fait du chantage puisqu'il a aidé les parents de Maribel à acquérir une nouvelle maison ; les parents eux-mêmes font pression sur la jeune fille pour qu'elle poursuive sa relation. Seule l'intervention d'un jeune journaliste amoureux résoudra cette relation douloureuse.

## Fiche technique
- Titre français : La Secrétaire (titre VHS)
- Titre original espagnol : Cebo para una adolescente[1]
- Titre italien : La segretaria[2]
- Réalisateur : Francisco Lara Polop
- Scénario : Francisco Lara Polop
- Photographie : Raúl Pérez Cubero
- Montage : Mercedes Alonso
- Musique : Alfonso G. Santisteban
- Production : José Antonio Cascales
- Société de production : Producciones Internacionales Cinematográficas Asociadas (PICASA)
- Pays de production :  Espagne
- Langue originale : espagnol
- Format : Couleurs par Eastmancolor - Son mono - 35 mm
- Durée : 88 minutes
- Genre : Drame
- Dates de sortie :
  - Espagne : 17 janvier 1974 (Madrid) ; 19 avril 1974 (Barcelone)
  - Italie : 20 juin 1975 (Milan)
  - France : 1981 (VHS)

## Distribution
- Ornella Muti : Maribel
- Philippe Leroy : Don Ignacio
- Emilio Gutiérrez Caba : Carlos
- Lina Canalejas : Teresa
- José Vivó (es) : Antonio
- Curro Martín Summers : Curro
- David Lara : David
- Yelena Samarina : Matilde
- Ángel Menéndez : Don Manuel
- Cris Huerta : Don Alfonso Onaindía
- África Pratt : Esperanza
- Pilar Gómez Ferrer : Vicenta